# Seyidlər (Salyan)
Seyidlər è un comune dell'Azerbaigian situato nel distretto di Salyan. Conta una popolazione di 770 abitanti.